# 和谐号CRH380C型电力动车组
和谐号CRH380C型电力动车组，是中國鐵路總公司为营运新建的高速城际铁路及客运专线，由中国北车集团长春轨道客车股份有限公司在CRH3C、和谐号CRH380BL型电力动车组基础上自主研发的CRH系列高速動車組，也是“中國高速列車自主創新聯合行動計劃”的重点项目之一。值得注意的是中国铁路高速综合检测列车CRH380BJ-0301以CRH380B型电力动车组为基础，但采用了北车CRH380C的头型。中国鐵道部将所有自行发展关键技术、引进国外技术、联合设计生产的中国铁路高速（CRH）車輛均命名為「和谐号」。

## 概要
京沪高速铁路是世界上一次建成线路最长、标准最高的高速铁路，为之配套的新一代高速列车的开发是在消化吸收基础上一项庞大的再创新工程，为全面支撑中国高速列车技术自主创新的需求，中华人民共和国科技部与铁道部于2008年2月26日共同签署了《中国高速列车自主创新联合行动计划》，提出研制符合京沪高铁运营需求的高速列车，由中国南车、北车集团在消化吸收相关技术的基础上，将动车组的时速从250～300公里提高到350公里及以上，为京沪高速铁路提供强而有力的装备保障，建立并完善具有自主知识产权、国际竞争力强的时速350公里及以上中国高速铁路技术体系。。其中，中国北车集团唐山轨道客车以CRH3型电力动车组为基础，研制新一代时速350公里级别高速动车组。2009年正式立项启动，当时研制项目名称为CRH3-350。
2008年9月，CRH3-350型动车组开始前期研发阶段，同时提高了车辆的设计标准，最高时速由时速350公里提高至380公里，项目名称为CRH3-380；列车在京沪高速铁路上的单程行车时间可由原规划的5小时，进一步缩短至4小时。更改标准后，新一代动车组的产品设计工作于2009年1月27日正式启动。
2009年3月16日，中华人民共和国铁道部正式与中国北车集团旗下的唐山轨道客车公司和长春轨道客车股份公司、以及中国铁道科学研究院签署了一系列采购合同，合作生产100列新一代高速動車組，为16節車廂的大編組座車，合同总金额达392亿元人民币。其中70列是由唐山轨道客车制造，其餘30列則由长春轨道客车制造。
由于此次签订合同的消息中中国官方并没有提到西门子的参与，次日铁道部仅在网站上发表“百列国产新一代高速动车组将于2011年驶上京沪高铁”为主题的新闻。至3月20日，德国西门子集团在其网站发布信息称，“唐山轨道客车有限责任公司、长春轨道客车股份有限公司、中国铁道科学院和西门子签署了一份关于提供100列高速列车的合同，西门子获得价值7.5亿欧元份额”，此时德国《商报》也援引西门子内部人士谈话，西门子表示“不会、也绝不出让核心技术”。这则消息在海内外一度引起广泛关注，许多媒体以“西门子宣布获得中国政府购买100列高速列车的订单”类似标题进行了报道。由于西门子网站消息与铁道部官方发布信息，措辞明显有出入，尤其在动车组知识产权归属上存在疑义，引起国内公众疑虑。3月25日，铁道部公开回应称：“近期并没有跟西门子签订任何合同”，形势几乎演变成由铁道部和西门子主演的一场公关危机，引发诸多猜测。3月31日，西门子交通集团媒体发言人回应媒体时表示，此次100列动车组的合约确已签署，列车将主要在中国生产。而对有关技术转让的合约细节等问题，则并未有详细透露。实际上，按铁道部的招标规则，在京沪高铁的设备采购中，外资企业不能成为总承包商，但是容许外资企业通过与中国本土企业合作，原则上铁道部并不可直接与外资签订合同。因此，中国北车股份有限公司在3月16日签署协议以后，会将部分无法国产的零部件生产份额转包给了西门子公司，而西门子此次通过提供电气牵引系统等的方式可获得约7.5亿欧元（约70亿元人民币）的订单。而根据西门子的消息，这些部件的生产任务将分别由西门子位于德国纽伦堡、克雷菲尔德等地，以及奥地利和中国上海等工厂承担。
2009年6月，中华人民共和国铁道部向国内动车组制造企业招标采购共320列时速350公里的高速动车组，中國北車集团获得了100列动车组的訂單，其中80列为新一代CRH3-380型动车组，包含40列16辆编组动车组和40列8辆编组动车组，由长春轨道客车制造。2009年9月28日，铁道部、长春轨道客车股份有限公司、北京铁路局于北京正式签订合同，总值235亿元人民币。这批动车组计划于2011年4月开始交付，全部80列动车组于2012年6月完成交付。
2010年5月27日，首列CRH3-380列车完成样车试制，并在吉林省長春市绿园区轨道交通装备制造产业园首次向外界展示，并举行了“新一代高速动车组“和谐号”380A下线”仪式，同时并举行了长客股份高速车制造基地一期工程竣工典礼。铁道部部长刘志军、吉林省委书记孙政才、铁道部副总工程师张曙光等出席了这次典礼，刘志军更表示，“长客能生产多少，铁道部就采购多少，前提是要保证质量”。
根据铁道部于2010年9月下发的《关于新一代高速动车组型号、车号及坐席号的通知》，原将将70列由唐山轨道客车制造，110列由长春轨道客车（含新头型）制造的CRH3-380型动车组定型为CRH380B系列。至2010年12月中旬，铁道部下发《运装客车〔2010〕807号文件》，正式将25列由长春轨道客车生产的CRH3-380新一代新头型长编组座车动车组定型为CRH380CL。
目前，该型号的全部量产车已经在京沪高铁正式运行。
由2014年7月1日起，所有CRH380动车组編號均作出了更改，CRH380C原編號為（CRH380C-6301L～CRH380C-6325L），現改為（CRH380CL-5601～CRH380CL-5625）。

## 技术特性
CRH380C型动车组是在CRH3C、CRH380BL基础上研发的新一代高速动车组，与CRH3C相比，持续运营时速为由300公里提高至350公里，最高设计时速由350公里提高到380公里，最高试验时速为400公里以上，性能优化以提高牵引功率、降低传动比及动车组气动外形减阻为主，而列车舒适度优化方面主要采取提高列车减震性能、车厢降噪、加强车内气压控制等方式。

### CRH380CL

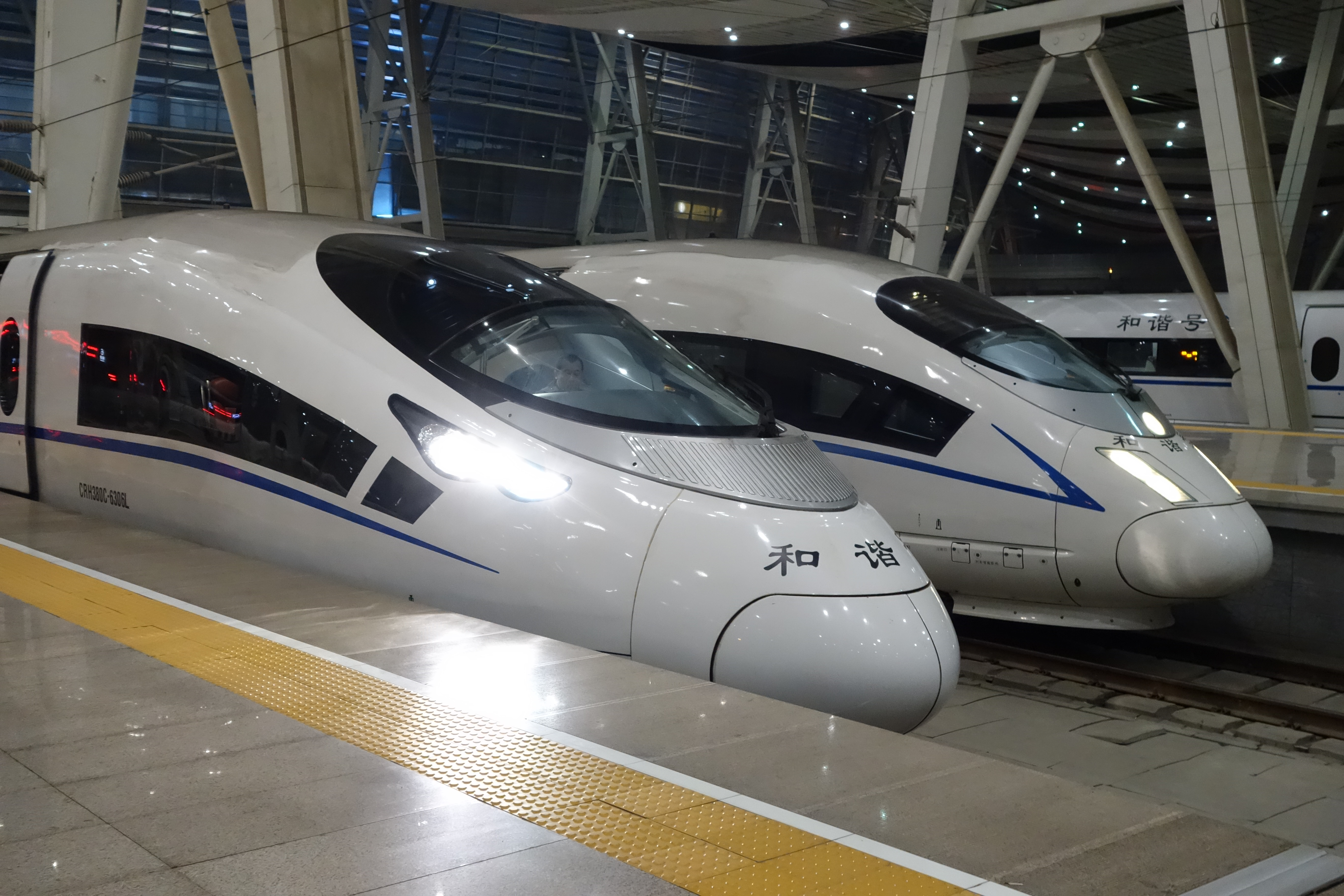
CRH380CL和CRH380BL头型比较

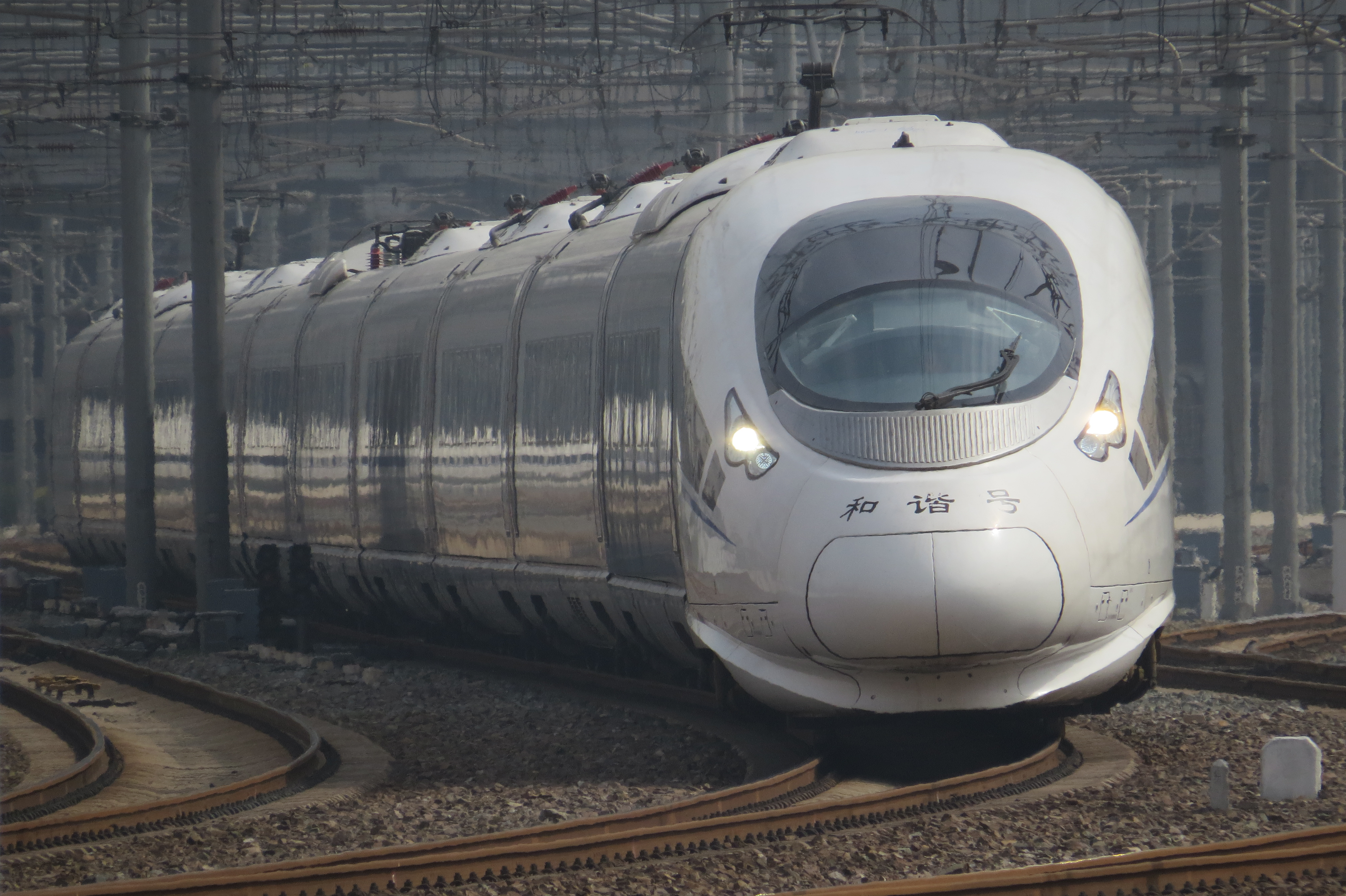
CRH380CL-5606担当的G1次列车驶出北京南站

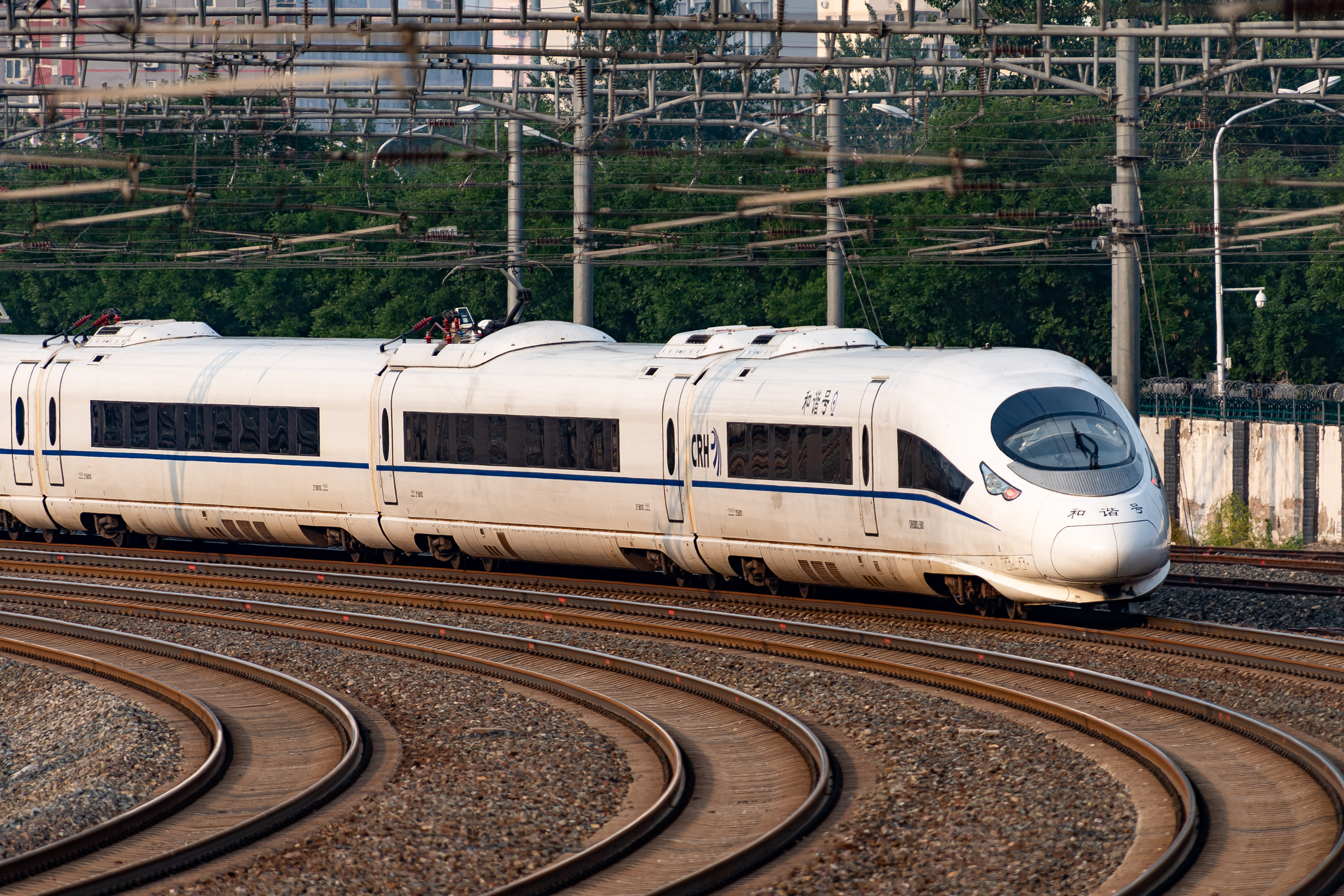
CRH380CL-5601担当的G2564次列车驶入北京南站

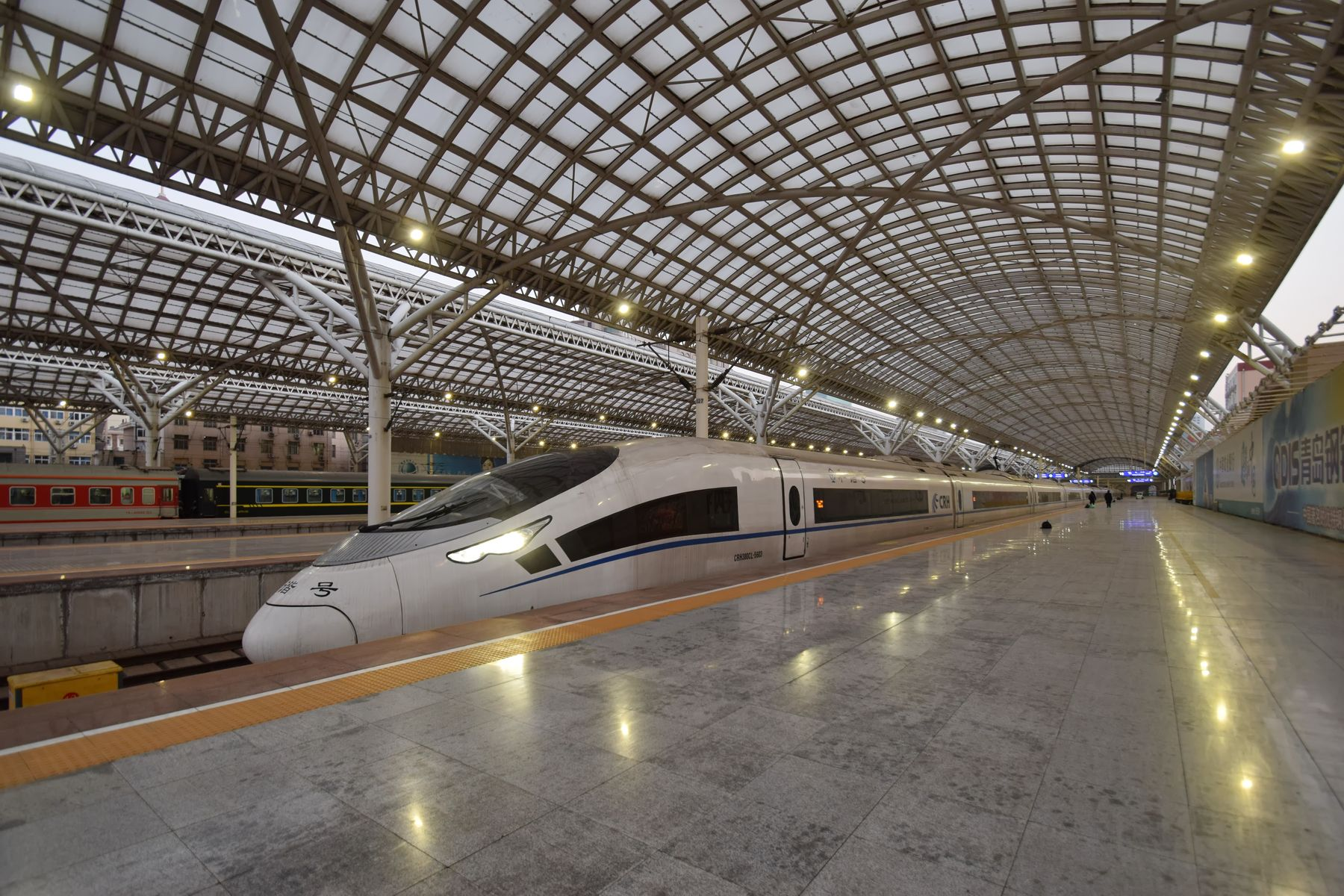
CRH380CL在青島站待发

CRH380CL型动车组列车总数为25列（CRH380CL-5601～5625），全部由长春轨道客车生产，采用了8动8拖的编组方式，牵引功率为19200千瓦，将采用新头型及基于日立技术的永济牵引系统。列车由2辆商务车（又称VIP座车）、2辆一等座车、11辆二等座车和1辆餐车组成，定员为1015。
值得一提的是，CRH380CL-5601的头型与其余24列的头型有区别：除5601之外其余车型车头增加了的银色装饰板，车侧車窗范围的黑色塗裝并非一体式而是分体式，实际上可以当5601作量产试制车。
- 商务座
- 一等座
- 二等座
- 紧急制动装置
- 电子信息顯示系統与多媒体电视系统
- 车门
- 车内窗台
- 列车受电弓

## 车辆配属概况

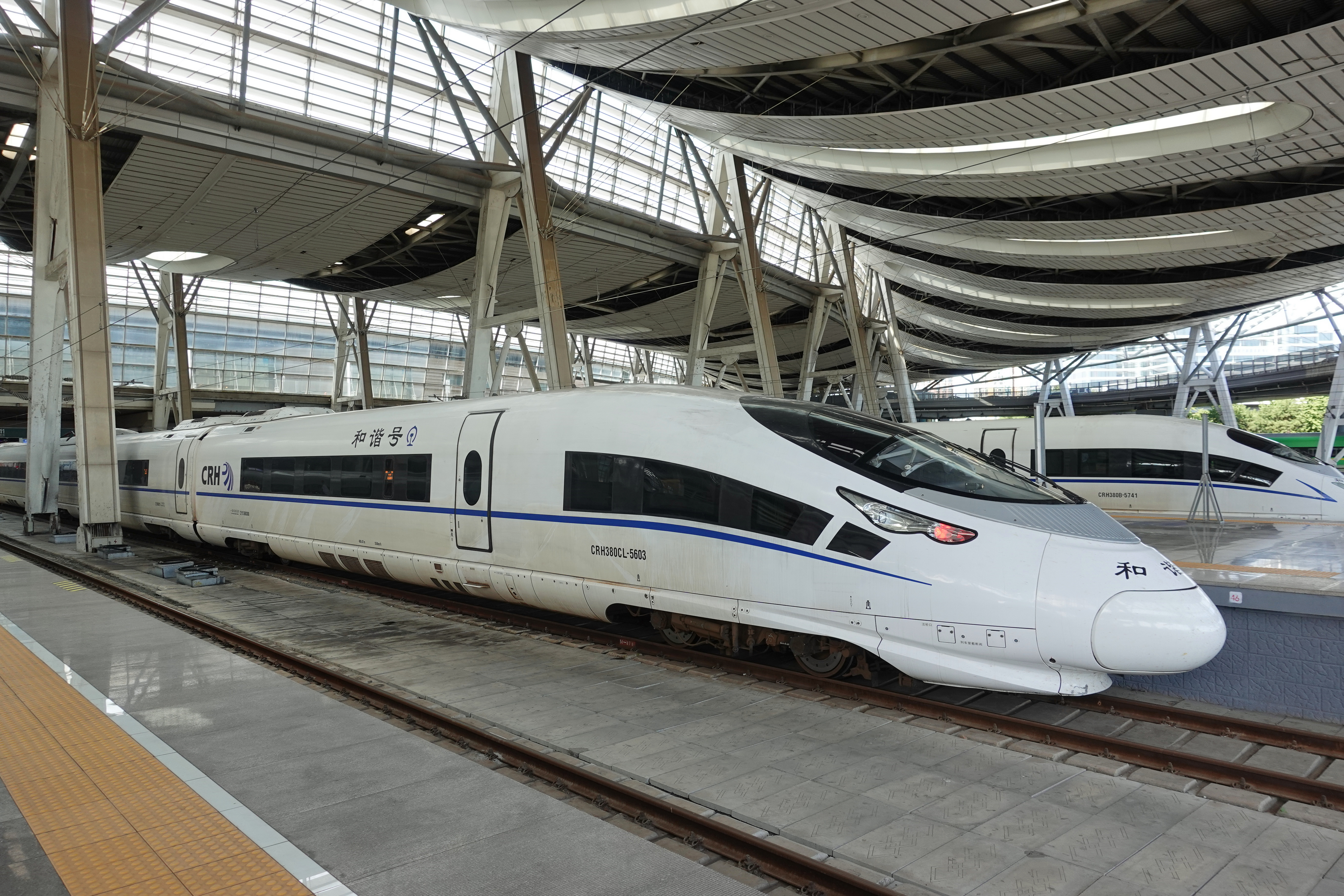
CRH380CL型动车组5603号车停在北京南站

至2013年3月，全部25组CRH380CL系列动车组出厂，已配属25列。
2016年1月，原配属济南局集團的8组CRH380CL列车全部转配到北京局集團和上海局集團。
| 配属       | 数量 | 动车组编号                                           | 运用所 | 备注 |
| ---------- | ---- | ---------------------------------------------------- | ------ | ---- |
| CRH380CL   |      |                                                      |        |      |
| 北京局集團 | 11   | 5601、5603～5605、5607～5609、5617、5618、5620、5621 | 北京南 |      |
| 上海局集團 | 14   | 5602、5606、5610～5616、5619、5622～5625             | 徐州東 |      |

## 列車編組
车厢型号
- SW：商务车（Business Class Coach）
- ZY：一等座車（First Class Coach）
- ZE：二等座車（Second Class Coach）
- CA：餐车（Dining Car）
- ZEC：二等座車／餐車（Second Class Coach／Dining Car）
- ZYG：一等座车／观光车（First Class Coach／Sightseeing Car）
- ZEG：二等座車／觀光車（Second Class Coach／Sightseeing Car）

拉丁字母意思
- Z：Zuo（拼音），座，座车
- Y：Yi（拼音），一，一等
- E：Er（拼音），二，二等
- C／CA：Can（拼音），餐，餐车
- G：Guan（拼音），觀，觀光

### CRH380CL
| 车厢号                    | 1                        | 2                    | 3         | 4         | 5         | 6         | 7                    | 8         | 9         | 10                   | 11        | 12        | 13        | 14        | 15                   | 16                       |
| 车型（CRH380CL-5601）     | 一等座车／商务车         | 一等座车             | 商务车    | 一等座车  | 二等座车  | 二等座车  | 二等座车             | 二等座车  | 餐車      | 二等座车             | 二等座车  | 二等座车  | 二等座车  | 二等座车  | 二等座车             | 一等座车／商务车         |
| 车型（其他CRH380CL）      | 一等座车／商务车         | 一等座车             | 一等座车  | 二等座车  | 二等座车  | 二等座车  | 二等座车             | 二等座车  | 餐車      | 二等座车             | 二等座车  | 二等座车  | 二等座车  | 二等座车  | 二等座车             | 一等座车／商务车         |
| 车辆编号（CRH380CL-5601） | CRH380CL-5601 ZYS 560101 | ZY 560102            | SW 560103 | ZY 560104 | ZE 560105 | ZE 560106 | ZE 560107            | ZE 560108 | CA 560109 | ZE 560110            | ZE 560111 | ZE 560112 | ZE 560113 | ZE 560114 | ZE 560115            | CRH380CL-5601 ZYS 560100 |
| 车辆编号（其他CRH380CL）  | CRH380CL-56xx ZYS 56xx01 | ZY 56xx02            | ZY 56xx03 | ZE 56xx04 | ZE 56xx05 | ZE 56xx06 | ZE 56xx07            | ZE 56xx08 | CA 56xx09 | ZE 56xx10            | ZE 56xx11 | ZE 56xx12 | ZE 56xx13 | ZE 56xx14 | ZE 56xx15            | CRH380CL-56xx ZYS 56xx00 |
| 动力配置                  | 动车 带驾驶室（Mc）      | 拖车，带受电弓（Tp） | 动车（M） | 拖车（T） | 拖车（T） | 动车（M） | 拖车，带受电弓（Tp） | 动车（M） | 动车（M） | 拖车，带受电弓（Tp） | 动车（M） | 拖车（T） | 拖车（T） | 动车（M） | 拖车，带受电弓（Tp） | 动车 带驾驶室（Mc）      |
| 动力单元                  | 单元1                    | 单元1                | 单元1     | 单元1     | 单元2     | 单元2     | 单元2                | 单元2     | 单元3     | 单元3                | 单元3     | 单元3     | 单元4     | 单元4     | 单元4                | 单元4                    |
| 定員（CRH380CL-5601）     | 2+37                     | 56                   | 24        | 56        | 71        | 80        | 80                   | 80        | 0         | 80                   | 80        | 80        | 80        | 80        | 80                   | 2+37                     |
| 定员（其他CRH380CL）      | 3+13                     | 56                   | 56        | 80        | 71        | 80        | 80                   | 80        | 0         | 80                   | 80        | 80        | 80        | 80        | 80                   | 3+13                     |

- xxx：列车编号（5601～5625）车辆分为两种CRH380CL-5601为一种3号车厢为商务车。其他为另一种，原4车一等改为3车，增加一节二等座车为新4车，原1车和16号车的后部一等改为了商务车厢。

## 参看
- 和谐号CRH3型电力动车组
- 和谐号CRH380B型电力动车组
- 和谐号CJ1型电力动车组